# Bucharest Open
L'Obert de Bucarest, conegut oficialment com a Bucharest Open, és una competició tennística professional que es disputa sobre terra batuda a l'Arenele BNR de Bucarest (Romania). Pertany als International Tournaments del circuit WTA femení.
Es va crear l'any 2014 en substitució del Budapest Grand Prix, disputat a Budapest (Hongria), en gran part pel ressorgiment del tennis femení a Romania durant aquesta època.

## Palmarès

### Individual femení
| Any  | Campiona                                                           | Finalista                                                          | Resultat                                                           |
| ---- | ------------------------------------------------------------------ | ------------------------------------------------------------------ | ------------------------------------------------------------------ |
| 2020 | Torneig suspès a causa de la pandèmia per coronavirus de 2019-2020 | Torneig suspès a causa de la pandèmia per coronavirus de 2019-2020 | Torneig suspès a causa de la pandèmia per coronavirus de 2019-2020 |
| 2019 | Ielena Ribàkina                                                    | Patricia Maria Țig                                                 | 6−2, 6−0                                                           |
| 2018 | Anastasija Sevastova                                               | Petra Martić                                                       | 7−6(4), 6−2                                                        |
| 2017 | Irina-Camelia Begu                                                 | Julia Goerges                                                      | 6−3, 7−5                                                           |
| 2016 | Simona Halep (2)                                                   | Anastasija Sevastova                                               | 6−0, 6−0                                                           |
| 2015 | Anna Karolína Schmiedlová                                          | Sara Errani                                                        | 7−6(3), 6−3                                                        |
| 2014 | Simona Halep                                                       | Roberta Vinci                                                      | 6−1, 6−3                                                           |

### Dobles femenins
| Any  | Campiones                                                          | Finalistes                                                         | Resultat                                                           |
| ---- | ------------------------------------------------------------------ | ------------------------------------------------------------------ | ------------------------------------------------------------------ |
| 2020 | Torneig suspès a causa de la pandèmia per coronavirus de 2019-2020 | Torneig suspès a causa de la pandèmia per coronavirus de 2019-2020 | Torneig suspès a causa de la pandèmia per coronavirus de 2019-2020 |
| 2019 | Viktória Kužmová Kristýna Plíšková                                 | Jaqueline Cristian Elena-Gabriela Ruse                             | 6−4, 7−6(3)                                                        |
| 2018 | Irina-Camelia Begu Andreea Mitu                                    | Danka Kovinić Marina Zanevska                                      | 6−3, 6−4                                                           |
| 2017 | Irina-Camelia Begu Raluca Olaru                                    | Elise Mertens Demi Schuurs                                         | 6−3, 6−3                                                           |
| 2016 | Jessica Moore Varatchaya Wongteanchai                              | Alexandra Cadanțu Katarzyna Piter                                  | 6−3, 7−6(5)                                                        |
| 2015 | Oksana Kalàixnikova Demi Schuurs                                   | Andreea Mitu Patricia Maria Țig                                    | 6−2, 6−2                                                           |
| 2014 | Elena Bogdan Alexandra Cadanțu                                     | Çağla Büyükakçay Karin Knapp                                       | 6−4, 3−6, [10−5]                                                   |